# Parafia św. Piotra Mohyły we Wrocławiu
Parafia św. Piotra Mohyły Metropolity Kijowskiego i Halickiego – parafia prawosławna we Wrocławiu, w dekanacie Wrocław diecezji wrocławsko-szczecińskiej.
Placówka nie posiada własnego obiektu sakralnego.

## Historia
Parafia powstała dzięki staraniom ukraińskiej prawosławnej społeczności Wrocławia. Nabożeństwa odprawiane są w języku ukraińskim i cerkiewnosłowiańskim. Parafia przestrzega kalendarza juliańskiego – „starego stylu”.
Pierwsza Liturgia Święta w tradycji kijowsko-halickiej odbyła się 17 czerwca 2001. Święto parafialne ustanowione zostało na drugą sobotę czerwca.
Tymczasową siedzibą parafii jest cerkiew Świętych Cyryla i Metodego przy ulicy św. Jadwigi 15. Liturgie Święte odprawiane są w każdą niedzielę o godzinie 11.00 w kaplicy Świętych Wileńskich Męczenników – Antoniego, Jana i Eustachego, znajdującej się w krypcie cerkwi.

## Wykaz proboszczów
- 2001–2002 – ks. Eugeniusz Cebulski
- 2002–2005 – ks. Mykoła Petriwśkij
- 2005–2006 – ks. Andrzej Dudra
- 2006–2019 – ks. Konstanty Marczyk
- od 2019 – p.o. ks. Eugeniusz Bójko[1]